# Hedgpethia elongata
Hedgpethia elongata is een zeespin uit de familie Colossendeidae. De soort behoort tot het geslacht Hedgpethia. Hedgpethia elongata werd in 2007 voor het eerst wetenschappelijk beschreven door Takahashi, Dick & Mawatari. 